# Крис Куниц
Кристофер „Крис“ Куниц (енгл. Christopher Kunitz; Реџајна, 26. септембар 1979) професионални је канадски хокејаш на леду који игра на позицији левокрилног нападача. Од сезоне 2008/09. наступа за америчку екипу Питсбург пенгвинса у НХЛ лиги.
Иако никада није учествовао на улазном драфту НХЛ лиге, у том такмичењу, односно у професионалном хокеју дебитовао је у сезони 2003/04. у дресу екипе Мајти дакса из Анахајма. Дебитанстку сезону ппровео је играјући паралелно за први тим Дакса и њихову филијалу из АХЛ лиге Синсинати даксе. У сезони 2006/07. освојио је трофеј намењен победнику Стенли купа са Даксима, а уједно била је то и прва титула за екипу из Анахејма у историји клуба. Већ следеће године постављен је на место заменика капитена у екипи Дакса.
До своје друге титуле победника Стенли купа дошао је у сезони 2008/09. као играч Пенгвинса. Своју јубиларну 400. утакмицу у НХЛ лиги одиграо је 6. новембра 2010, уједно постигавши и погодак у мрежи Финикс којотса. Занимљиво је да је током сезоне 2005/06. одиграо две утакмице за екипу Атланта трашерса.
За сениорску репрезентацију Канаде наступао је у два наврата, први пут на Светском првенству 2008. у Канади где је освојио сребрну медаљу. По други пут национални дрес је облачио на олимпијском турниру 2014. у Сочију где је репрезентација Канаде освојила златну медаљу.